# Melsterbeek

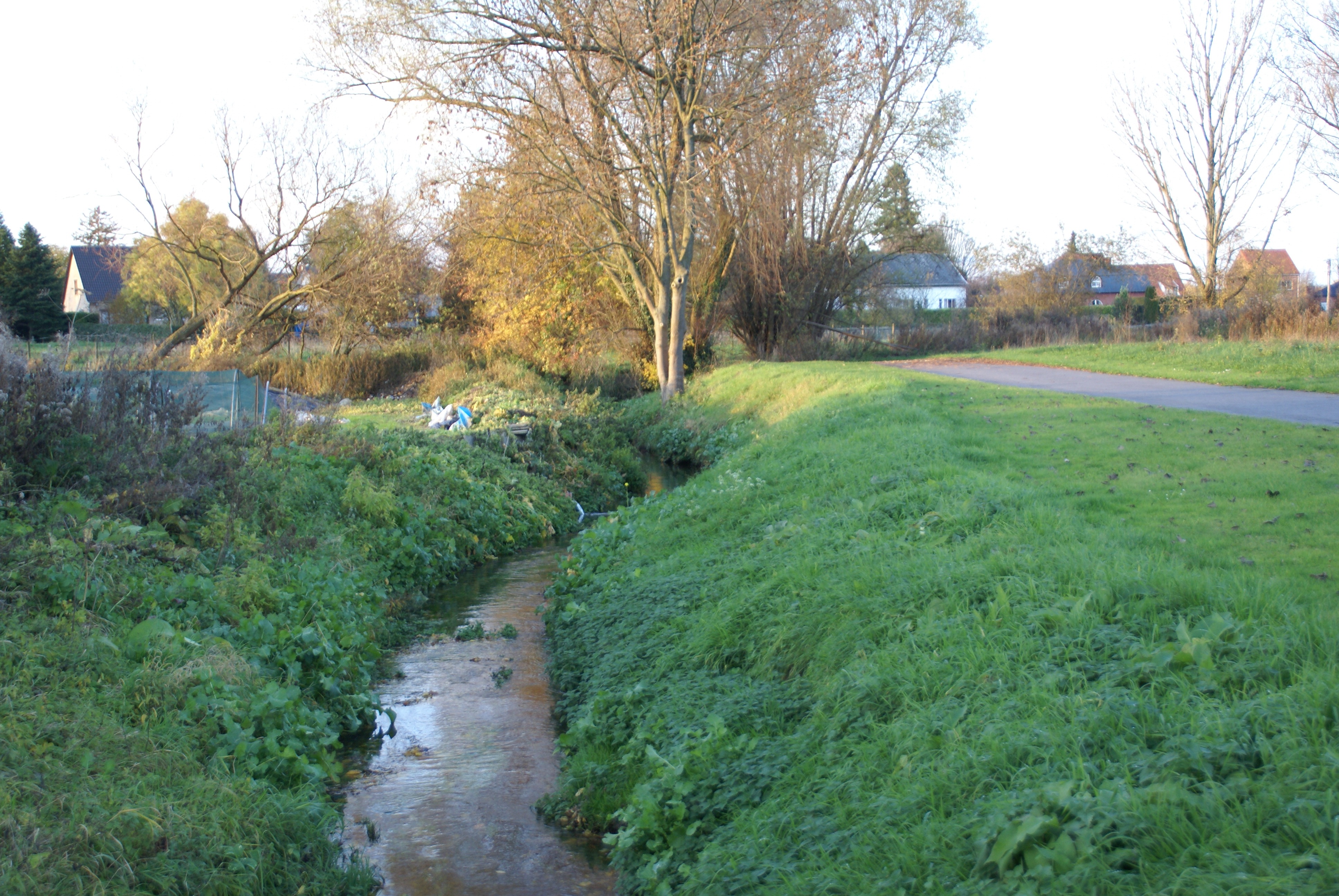
de Melsterbeek in Brustem

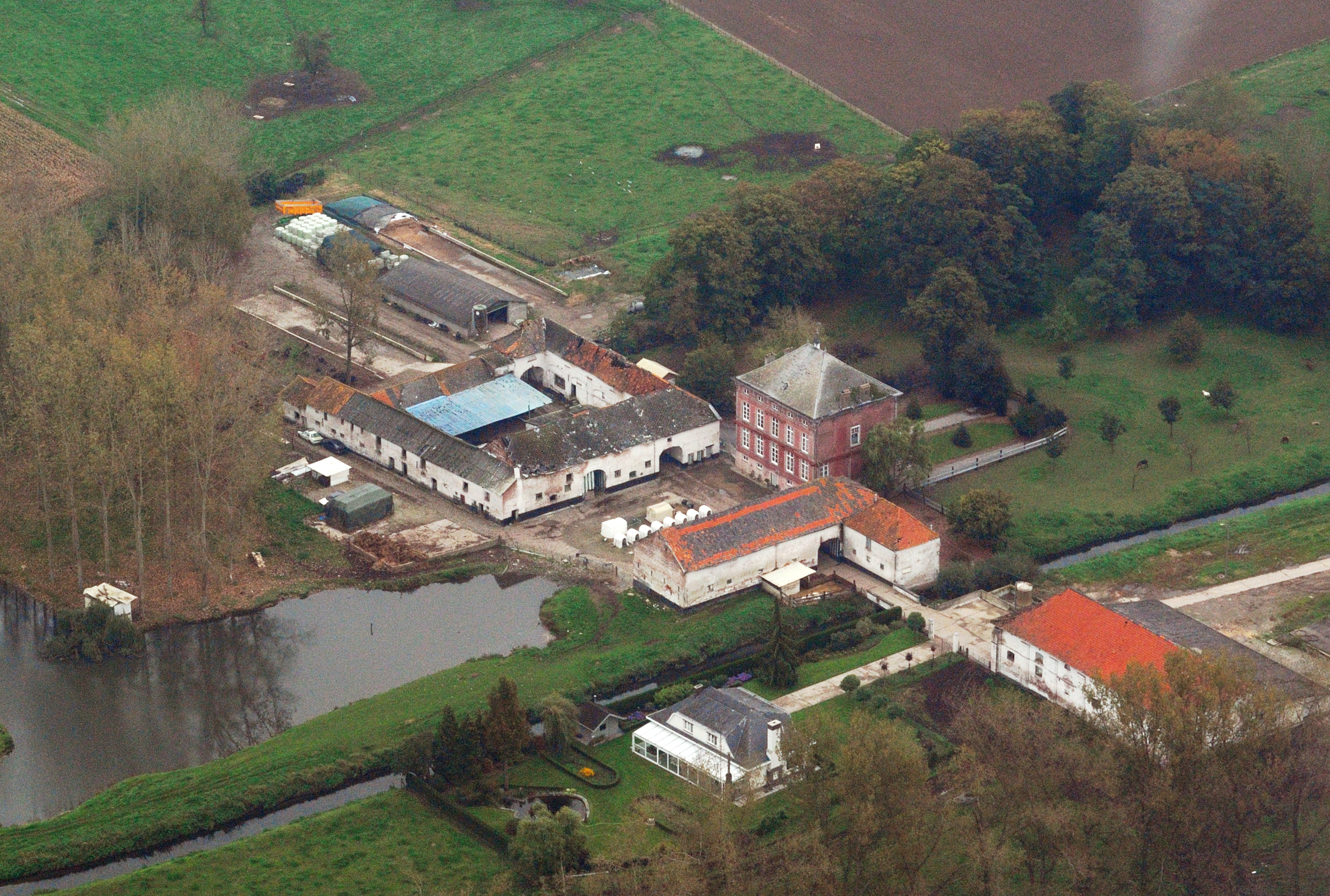
Kasteel Terlenen

De Melsterbeek is een beek in de Belgische provincies Limburg en Vlaams-Brabant. 
Deze beek ontspringt op een hoogte van 110 meter nabij de taalgrens in Heiselt, een gehucht van Jeuk in de gemeente Gingelom. Vervolgens stroomt de Melsterbeek in noordelijke richting waar ze na ongeveer 35km uitmondt in de Gete nabij Donk. De Melsterbeek loopt via Boekhout, Mielen-boven-Aalst, Aalst richting Sint-Truiden. In tegenstelling tot de Cicindria, die door het centrum van de stad Sint-Truiden stroomt, loopt de Melsterbeek in wijde boog rond de stad. Ten noorden van de stad stroomt de Cicindria in de Melsterbeek. Nabij Runkelen stroomt de Molenbeek in de Melsterbeek waarna de beek enkele honderden meters de gemeentegrens vormt tussen Sint-Truiden en Nieuwerkerken alvorens de grens met Vlaams-Brabant te passeren.  In het Vlaams-Brabantse Geetbets stroomt de Melsterbeek parallel met de Gete. Na terug te stromen op Limburgs grondgebied mondt de Melsterbeek uit in de Gete op een hoogte van 25 meter. Vanaf de monding van de Melsterbeek vormt de Gete de gemeentegrens tussen Halen en Herk-de-Stad.
Aan de Melsterbeek bevinden zich verschillende kastelen en watermolens waaronder;
- de Torenburcht in Brustem
- de Elsbroekmolen in Binderveld
- de Grazenmolen in Grazen
- het Kasteel Terlenen in Grazen
- het Kasteel Menten de Horne en de Guvelingenmolen in Melveren
- het Kasteel van Nonnenmielen in Metsteren
- het Kasteel van Ordingen in Ordingen
- de Metsterenmolen in Metsteren
- de Oude Molen in Brustem